# Хойский, Гусейнкули Хан
Гусейнкули Хан Искендер оглы Хойский (азерб. Hüseynqulu xan İsgəndər oğlu Xoyski; 22 сентября 1870,	Елизаветполь, Елизаветопольский уезд, Елизаветопольская губерния, Российская империя — 1955, Стамубул, Турция) — азербайджанский общественный и политический деятель, помощник (заместитель) губернатора Гянджи в период Азербайджанской Демократической Республики, член азербайджанской эмиграции, брат Фатали Хана Хойского.

## Биография
Гусейнкули Хан родился 22 сентября 1870 года в городе Елизаветполь, в курдской семье, принадлежащей к роду Хойские тюркизированного курдского племени дунбули, у полковника Лейб-гвардии Казачьего полка Искендер Хана Хойского и Шарабаны-ханум Гаджи Молла Зейнал кызы. Является потомком хойских и шекинских владетельных ханов.
Общее образование получил во Владикавказской прогимназии. После окончании прогимназии вступил в службу 22 июля 1887 года рядовым на правах вольноопределяющегося 2-го разряда в 45-й драгунский Северский полк Кавказской кавалерийской дивизии. 7 сентября 1887 года был направлен в Елисаветградское кавалерийское юнкерское училище. По окончании училища, в 1889 году переведён подпрапорщиком в Шушинскую местную команду. 4 апреля 1890 года был прикомандирован к 5-му Кавказскому резервному батальону, а 27 мая 1891 года переведён в Асландузский резервный батальон. Подпоручик с 1 июля 1891 года, а с 1 июля 1896 года поручик. С 24 сентября 1900 года штабс-капитан. 13 ноября 1904 года командирован в 214-й запасной пехотный батальон в Златоуст. 11 октября 1905 года возвращён к прежнему месту службы. Прикомандирован 30 октября 1906 года, а 11 октября1907 года переведён в 263-й пехотный Новобаязетский полк 52-й пехотной дивизии 3-го Кавказского армейского корпуса. Утверждён в должности командира роты с производством в капитаны (старшинство с 30 декабря 1903 года). Награждён был орденом Святого Станислава 2-й и 3-й степени, орденом Святой Анны 3-й степени с мечами. По состоянию на 1914 год капитан 3-го Кавказского стрелкового полка 1-й Кавказской стрелковой бригады. Участник Первой мировой войны. Службу в Русской императорской армии завершил в 1916 году в чине капитана. Во время проживания в Гяндже занимался общественно-политической деятельностью. В 1917 году участвовал в работе Съезда мусульман Кавказа.
В период Азербайджанской Демократической Республики стал помощником губернатора Гянджи Худадат-бека Рафибекова. Постановлением правительства АДР 30 марта 1919 года помощник Гянджинского губернатора "подполковник Гусейн Гули хан Хойский за усердие по службе", был произведён в полковники.
После оккупации Азербайджана большевиками, вместе женой Ширинбейим-ханым (дочерью потомка Гянджинского хана Джавад Хана Абульфат Хана), сыном Захидом, дочерью Валией и 6-месячным внуком Аббасом перебрался в Каджарский Иран, а оттуда в Турцию. В 1955 году скончался в Стамбуле и был похоронен на кладбище Ферикёй.

## Галерея

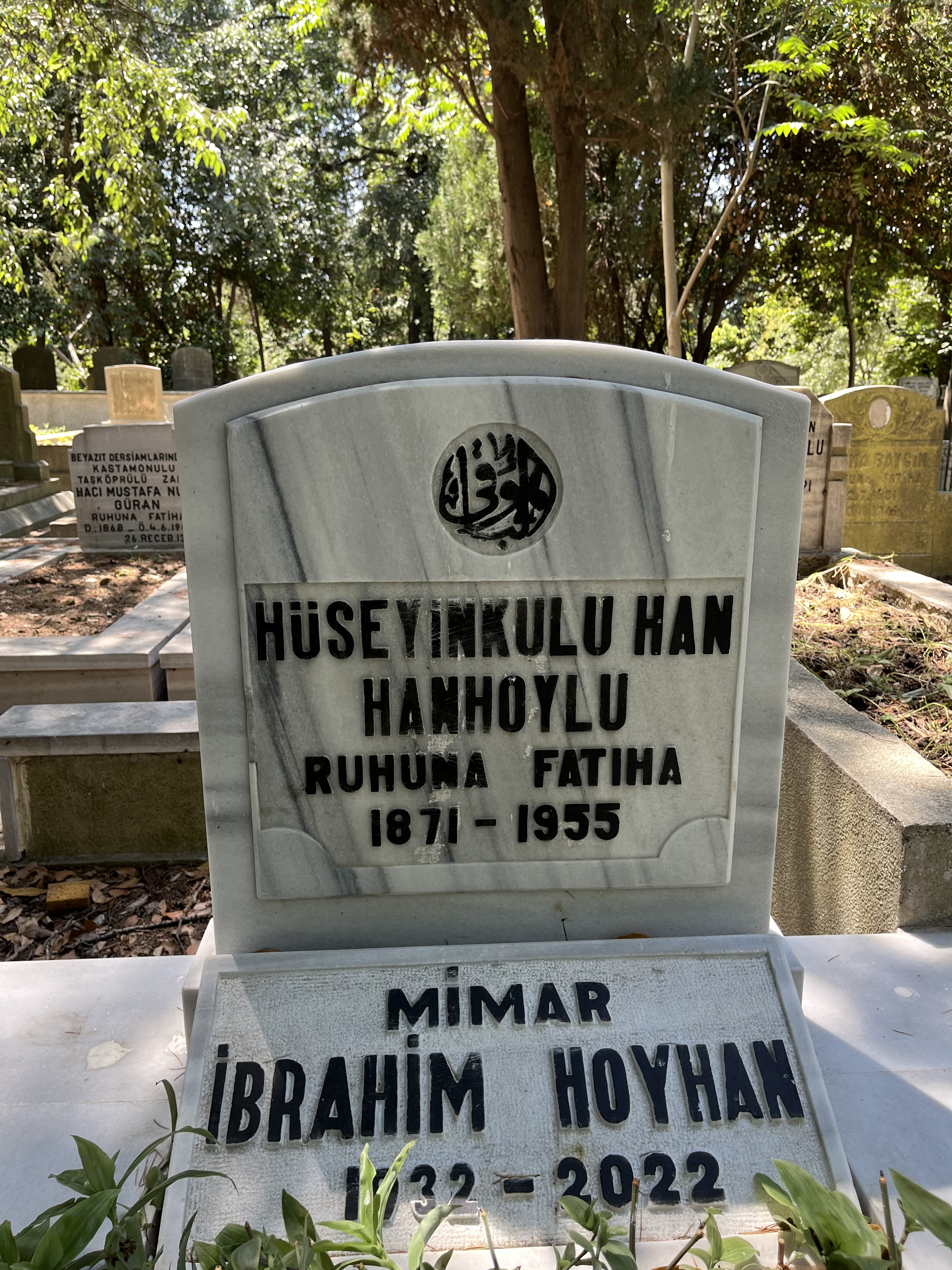
Могила Гусейнкули хана Хойского на кладбище Ферикёй